# Viorel Ștefan
Viorel Ștefan (ur. 26 lipca 1954 w miejscowości Mitoc w okręgu Botoszany) – rumuński polityk i ekonomista, długoletni parlamentarzysta, w 2017 minister finansów publicznych, w latach 2018–2019 wicepremier.

## Życiorys
W 1980 ukończył studia ekonomiczne na Uniwersytecie Aleksandra Jana Cuzy w Jassach. Doktoryzował się w 2002 na Universitatea „Dunărea de Jos” w Gałaczu. Od 1980 był zawodowo związany z rumuńskim przedsiębiorstwem transportu rzecznego Navrom z Gałacza. Początkowo pracował w nim jako ekonomista, od 1987 na stanowisku kierownika. W 1991, po przekształceniach organizacyjnych, został jego dyrektorem zarządzającym. Następnie w latach 1996–2002 pełnił funkcję prezesa. W latach 90. kierował związkiem pracodawców transportu wodnego.
W 1993 zaangażował się w działalność polityczną w ramach Partii Socjaldemokracji w Rumunii (przekształconej później w Partię Socjaldemokratyczną). W 1996, 2000 i 2004 z jej ramienia był wybierany w skład Senatu. W 2008, 2012 i 2016 uzyskiwał natomiast mandat posła do Izby Deputowanych.
4 stycznia 2017 rozpoczął urzędowanie na stanowisku ministra finansów publicznych w gabinecie Sorina Grindeanu. Pełnił tę funkcję do 29 czerwca 2017. 29 stycznia 2018 objął urząd wicepremiera w rządzie Vioriki Dăncili.
W maju 2019 otrzymał nominację na audytora w Europejskim Trybunale Obrachunkowym (z kadencją od lipca tegoż roku).
Kawaler Orderu Zasługi.